# ایستگاه فضایی تجاری فناوری‌های اوربیتال
ایستگاه فضایی تجاری فناوری اوربیتال، یک ایستگاه فضایی مداری پیشنهادی است که برای مشتریان تجاری در نظر گرفته شده است. این ایستگاه ابتدا در سال ۲۰۱۰ توسط شرکت فناوری اوربیتال، یک شرکت هوافضای روسی پیشنهاد شد، که برای توسعه ایستگاه با شرکت موشکی اس‌پی کارالیوف و صنایع فضایی انرگیا (RSC Energia) همکاری می‌کند.
همانطور که در ابتدا در سال ۲۰۱۰ پیشنهاد شده بود، این ایستگاه قرار بود از یک ماژول منفرد تقریباً ۳ متر (۹٫۸ فوت) تشکیل شود. میزان قطر آن با حجم قابل استفاده حدود ۲۰ متر مکعب (۷۱۰ فوت مکعب) بود.